# Año Internacional de la Cooperación en la Esfera del Agua
El año 2013 fue proclamado como el Año Internacional de la Cooperación en la Esfera del Agua por la Asamblea General de las Naciones Unidas el 11 de febrero de 2011. Esta designación destacó la importancia de una gestión colaborativa y pacífica de los recursos hídricos a nivel global, reconociendo que el agua es un recurso transfronterizo y crucial para la seguridad, la justicia social y el desarrollo sostenible. La proclamación coincidió con el 20° aniversario del Día Mundial del Agua, lo cual reforzó el llamado a la cooperación para la preservación de los recursos hídricos y la construcción de paz entre naciones y comunidades.

## Actividades y Alcance
A lo largo del 2013, se promovieron actividades y alianzas orientadas a promover la cooperación en la gestión del agua a nivel local, regional e internacional. Se organizaron talleres técnicos, paneles de alto nivel y eventos públicos, incluyendo una campaña global en el Día Mundial del Agua dedicada a este tema. La campaña de cooperación en materia de agua se centró en cuatro objetivos estratégicos: (1) concienciar sobre la importancia de la cooperación hídrica, (2) mejorar la capacitación para su gestión, (3) estimular acciones innovadoras y (4) fortalecer el diálogo y las asociaciones entre los actores involucrados.
La financiación de estas actividades dependió de contribuciones voluntarias, incluyendo aportaciones de los Estados miembros, el sector privado y otras organizaciones. Los eventos también hicieron hincapié en el compromiso de la comunidad internacional reflejado en el Documento Final de la Conferencia de Río+20, que ratificó el agua como elemento central del desarrollo sostenible y como derecho humano fundamental.